# 1924年の音楽
1924年の音楽（1924ねんのおんがく）では、1924年（大正13年）の世界の音楽分野の動向についてまとめる。
1923年の音楽 - 1924年の音楽 - 1925年の音楽

## 概要
- 2月12日 - ニューヨーク・エオリアンホールでジョージ・ガーシュウィン[1][2]の「ラプソディ・イン・ブルー」が初演された。
- 2月18日 - ビックス・バイダーベックの初録音。
- 3月25日 - ストックホルムでジャン・シベリウス「交響曲第7番」が初演。
- 5月8日 - パリでセルゲイ・プロコフィエフ「ピアノ協奏曲第2番」の改訂版が初演。指揮者はセルゲイ・クーセヴィツキー。
- 同日 - アルテュール・オネゲル「パシフィック231」が初演。
- 6月 - アレクサンダー・ツェムリンスキー「抒情交響曲」が初演。
- 10月17日 - プラハでレオシュ・ヤナーチェク「弦楽四重奏曲第1番」が初演。

日付不明
- モンゴルの国歌が導入。

## 世界の出版楽曲
- アマポーラ（ホセ・ラカジェ）
- オルガンと管弦楽のための交響曲（アーロン・コープランド）
- 空中ぶらんこ（セルゲイ・プロコフィエフ）
- 弦楽四重奏曲（ガブリエル・フォーレ）
- 交響曲第7番（ジャン・シベリウス）
- サムバディ・ラヴズ・ミー（ジョージ・ガーシュウィン）
- ジャワ組曲（レオポルド・ゴドフスキー）
- ハッピーバースデートゥーユー
- ピアノソナタ（イーゴリ・ストラヴィンスキー）
- 二人でお茶を（ヴィンセント・ユーマンス）
- 本日休演（エリック・サティ）
- みんな彼女が好き（スペンサー・ウィリアムズ）
- もしあなただったら（ガス・カーン）
- ラプソディ・イン・ブルー（ジョージ・ガーシュウィン）
- レクエルド（オスバルド・プグリエーセ）
- ローマの松（オットリーノ・レスピーギ）

## 日本の出版楽曲
- あの町この町（野口雨情、中山晋平）
- 兎のダンス（野口雨情、中山晋平）
- 花嫁人形（蕗谷虹児、杉山長谷夫）
- ペチカ（北原白秋、山田耕筰）
- 待ちぼうけ（北原白秋、山田耕筰）

## 結成
- 大浜少女歌劇
- シュトゥットガルト・フィルハーモニー管弦楽団
- 雪組

## 誕生
- 1月6日 - アール・スクラッグス（ミュージシャン、+2012年・88歳没）
- 1月8日 - ロン・ムーディー（俳優、作曲家、歌手、作家、+2015年・91歳没）
- 1月10日 - マックス・ローチ（ジャズドラマー、+2007年・83歳没）
- 1月11日 - スリム・ハーポ（歌手、+1970年・46歳没）
- 1月20日 - イヴォンヌ・ロリオ＝メシアン（ピアニスト、+2010年・86歳没）
- 1月22日 - J・J・ジョンソン（ジャズトロンボーン奏者、+2001年・77歳没）
- 1月24日 - 久保幸江（歌手、+2010年・86歳没）
- 1月26日 - アナヒド・アジェミアン（ヴァイオリニスト、+2016年・92歳没）
- 1月28日 - 菊池章子（歌手、+2002年・78歳没）
- 1月29日 - ルイジ・ノーノ（作曲家、+1990年・66歳没）
- 2月2日 - ソニー・スティット（ジャズ・サクソフォーン奏者、+1982年・58歳没）
- 2月3日 - 石本美由起（作詞家、+2009年・85歳没）
- 2月6日 - サミー・ネスティコ（作曲家、+2021年・96歳没）[3]
- 2月18日 - 越路吹雪（シャンソン歌手、舞台女優、+1980年・56歳没）
- 2月19日 - アンドレ・ポップ（作曲家、+2014年）
- 2月26日 - シルヴィオ・ヴァルヴィーゾ（指揮者、+2006年・82歳没）
- 3月3日 - ヘルマン・ヴィンクラー（テノール歌手、+2009年・84歳没）
- 3月3日 - リス・アシア（歌手、+2018年・94歳没）
- 3月7日 - サラ・コールドウェル（指揮者、+2006年・82歳没）
- 3月10日 - 服部幸三（音楽学者、+2009年・85歳没）
- 3月13日 - 榎本美佐江（歌手、+1998年・74歳没）
- 3月27日 - サラ・ヴォーン（ジャズ歌手、+1990年・66歳没）
- 3月27日 - 高峰秀子（女優、歌手、+2010年・86歳没）
- 3月30日 - ミルコ・ケレメン（作曲家、+2018年・93歳没）
- 4月4日 - ヴィクター・フェルドブリル（指揮者、+2020年・96歳没）
- 4月7日 - 團伊玖磨（作曲家、+2001年・77歳没）
- 4月15日 - ネヴィル・マリナー（指揮者、ヴァイオリニスト、+2016年・92歳没）
- 4月16日 - ヘンリー・マンシーニ（作曲家、+1994年・70歳没）
- 4月18日 - アルフォンソ・モセスティ（ヴァイオリニスト、+2018年・93歳没）
- 4月19日 - 川崎優（作曲家、+2018年・94歳没）
- 4月19日 - ヘルタ・テッパー（アルト歌手、+2020年・95歳没）
- 4月21日 - クララ・ウォード（ゴスペル歌手、+1973年・48歳没）
- 4月23日 - アーサー・フラッケンポール（作曲家、+2019年・95歳没）
- 4月28日 - ブロッサム・ディアリー（ジャズシンガー、ピアニスト、+2009年・84歳没）
- 5月4日 - タチアナ・ニコラーエワ（ピアニスト、+1993年・69歳没）
- 5月24日 - シャルル・アズナヴール（シャンソン歌手、+2018年・94歳没）
- 5月25日 - マーシャル・アレン（アルト・サクソフォーン奏者）
- 5月31日 - イダ・プレスティ（ギタリスト、+1967年・42歳没）
- 6月6日 - セルジュ・ニグ（作曲家、+2008年・84歳没）
- 6月18日 - 芦野宏（シャンソン歌手、声楽家、+2012年・87歳没）
- 6月18日 - 瀬川昌久（音楽評論家、+2021年・97歳没）[4]
- 6月20日 - チェット・アトキンス（ギタリスト、+2001年・77歳没）
- 6月26日 - 三木鮎郎（ジャズ評論家、+1997年・72歳没）
- 7月5日 - ヤーノシュ・シュタルケル（チェリスト、+2013年・88歳没）
- 7月7日 - メリー・フォード（歌手・ギタリスト、+1977年・53歳没）
- 7月9日 - ピエール・コシュロー（オルガニスト、+1984年・59歳没）
- 7月9日 - レナード・ペナリオ（ピアニスト、+2008年・83歳没）
- 7月13日 - カルロ・ベルゴンツィ（テノール歌手、+2014年・90歳没）
- 7月21日 - アニー・フェルバーマイヤー（ソプラノ歌手、+2014年・90歳没）
- 7月22日 - アル・ヘイグ（ジャズピアニスト、+1982年・60歳没）
- 7月24日 - 大中恩（作曲家、+2018年・94歳没）
- 8月14日 - ジョルジュ・プレートル（指揮者、+2017年・92歳没）
- 8月20日 - 宮城けんじ（Wけんじ、+2005年・81歳没）
- 8月29日 - ダイナ・ワシントン（ジャズ歌手、+1963年・39歳没）
- 9月7日 - レナード・ローゼンマン（作曲家、+2008年・83歳没）
- 9月11日 - クライド・オーティス（ソングライター、音楽プロデューサー、+2008年・83歳没）
- 9月13日 - モーリス・ジャール（作曲家、+2009年・84歳没）
- 10月9日 - 春日八郎（演歌歌手、+1991年・67歳没）
- 10月9日 - レギナ・スメンジャンカ（ピアニスト、+2011年・86歳没）
- 10月12日 - エリック・グリューエンバーグ（ヴァイオリニスト、+2020年・95歳没）
- 10月17日 - ロランド・パネライ（バリトン歌手、+2019年・95歳没）
- 11月9日 - 眞鍋理一郎（作曲家、+2015年・90歳没）
- 11月9日 - ルドルフ・バルシャイ（指揮者、+2010年・86歳没）
- 11月16日 - ミシェル・オークレール（ヴァイオリニスト、+2005年・80歳没）
- 11月24日 - レオニード・コーガン（ヴァイオリニスト、+1982年・57歳没）
- 11月25日 - ポール・デスモンド（ジャズ・サックス奏者、+1977年・52歳没）
- 11月26日 - アーウィン・ホフマン（指揮者、+2018年・93歳没）
- 11月30日 - クラウス・フーバー（作曲家、+2017年・92歳没）
- 12月8日 - 斎藤高順（指揮者、+2004年）
- 12月15日 - エスター・ベハラノ（アウシュヴィッツオーケストラ楽団、+2021年・96歳没）[5]
- 12月24日 - リー・ドーシー（歌手、+1986年・61歳没）
- 12月24日 - モハメド・ラフィ（歌手、+1980年・55歳没）
- 12月25日 - 岡本敦郎（歌手、+2012年・88歳没）
- 12月25日 - ノエル・リー（ピアニスト、+2013年・88歳没）
- 12月26日 - 横川和子（ピアニスト、+2011年・86歳没）
- 12月31日 - 藤間哲郎（作詞家、+2011年・86歳没）

- 月日不明 - 衛藤公雄（箏曲家、+2012年・88歳没）
- 月日不明 - 村岡実（尺八奏者、+2014年・90歳没）
- 月日不明 - 荒木良治（作詞家、+2017年・91歳没）
- 月日不明 - 風岡裕子（ピアニスト、+2021年・97歳没）[6]
- 月日不明 - 山本智子（声楽家、+2022年・98歳没）

## 死去
- 1月4日 - アルフレート・グリュンフェルト（ピアニスト・作曲家、*1852年）
- 1月14日 - ゲザ・ジチー（作曲家・ピアニスト、*1849年）
- 2月17日 - オスカル・メリカント（作曲家・音楽教師、*1868年）
- 3月27日 - ウォルター・パラット（オルガニスト、*1841年）
- 3月29日 - チャールズ・ヴィリアーズ・スタンフォード（作曲家、*1852年）
- 4月5日 - ロザリンド・エリコット（作曲家、*1857年）
- 4月26日 - ヨーゼフ・ラーボア（作曲家・ピアニスト、*1842年）
- 5月26日 - ヴィクター・ハーバート（指揮者・チェリスト、*1859年）
- 6月11日 - テオドール・デュボワ（作曲家、*1837年）
- 7月27日 - フェルッチョ・ブゾーニ（ピアニスト・指揮者、*1866年）
- 9月29日 - エドゥアルド・アローラス（バンドネオン奏者、*1892年）
- 11月4日 - ガブリエル・フォーレ（作曲家、*1845年）
- 11月8日 - セルゲイ・リャプノフ（作曲家・ピアニスト、*1859年）
- 11月29日 - ジャコモ・プッチーニ（作曲家、*1858年）
- 12月8日 - フランツ・クサヴァー・シャルヴェンカ（ピアニスト、*1850年）